# SB/DV 17b sorozat
Az Sb 17b sorozat egy szerkocsis 2B tengelyelrendezésű gyorsvonati gőzmozdonysorozat volt a Déli Vasútnál.
A 17b és 17c sorozatok a 17a sorozat erősebb változatai voltak. A floridsdorfi mozdonygyár 1884-ben összességében 14 db-ot szállított a 17b sorozatú mozdonyból az Sb-nek és beszámozta őket a 312-325 pályaszámokra. 1890-ben további öt db-ot épített, a 328-332 pályaszámúakat. A 326, 327 pályaszámokat további változatok prototípusainak adták, melyek a 17c sorozatjelet kapták.
A sorozat mozdonyai Bécs, Marburg, Trieszt és (Nagy)Kanizsa állomásokra voltak honosítva.
1924 után a 17b sorozatból hat db Olaszországba került mint FS 542 sorozat. A megmaradt példányok BBÖ 103 sorozatba kerültek.
Az FS a mozdonyait 1923 és 1924-ben, a BBÖ  pedig 1929 és 1930-ban selejtezte.

## Fordítás
- Ez a szócikk részben vagy egészben  a   SB 17a,b,c,d című német Wikipédia-szócikk fordításán alapul.  Az eredeti cikk szerkesztőit annak laptörténete sorolja fel. Ez a jelzés csupán a megfogalmazás eredetét és a szerzői jogokat jelzi, nem szolgál a cikkben szereplő információk forrásmegjelöléseként.